# Nadrágszerep

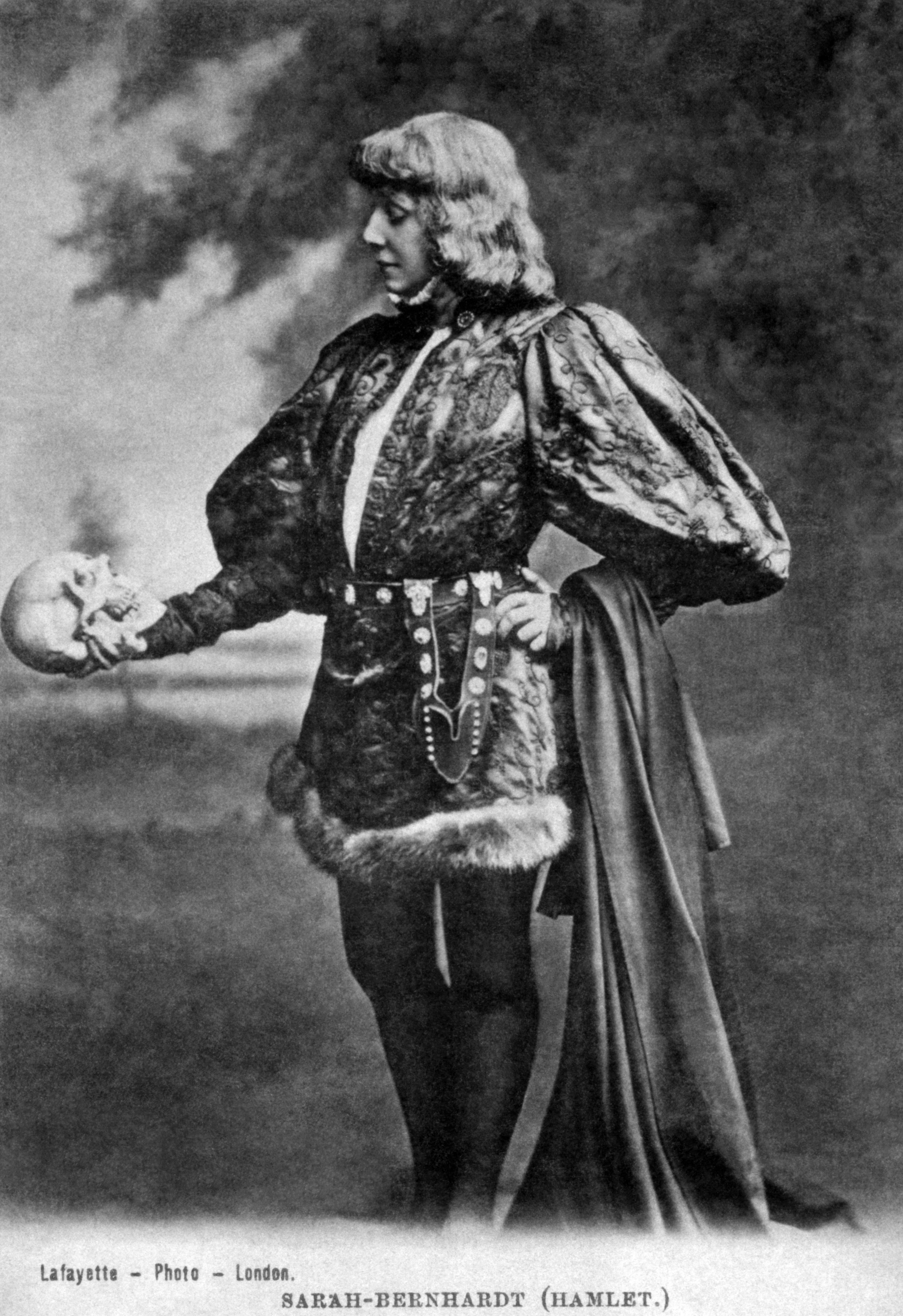
Sarah Bernhardt Hamlet szerepében

A nadrágszerep (rôle travestri, breeches role, pants role, trouser role, Hosenrolle) zenés vagy prózai színpadi művek fiatal férfi- vagy fiúszerepe, amit általában színésznők alakítanak. Különösen operákban, operettekben kedvelt. A szerepeket általában mezzoszopránok vagy altok éneklik, fiatalabb szerep esetében szopránok is.
Prózai színpadi művekben, ahol nincs szükség hangi adottságokra, csak kivételes esetekben alkalmaznak nadrágszerepet. Általában rendezési és színreviteli megfontolások miatt, vagy az alkalmas kiskorú szereplő hiánya miatt alkalmazzák ezeket (például Sarah Bernhardt is játszotta már Hamlet szerepét).
A magyar színpadokon a korában népszerű Fedák Sári sikeresen alakította Kacsóh Pongrác János vitézének címszerepét.
Nem számítanak nadrágszerepnek az olyan esetek, amikor egy művön belül egyik női szereplő férfinak-fiúnak öltözik be, annak érdekében, hogy megtévesszen más szereplőt (ilyen például Gilda szerepe Verdi Rigolettójában, Leonora Beethoven Fideliójában vagy Turay Ida szerepe a Janika című filmben).
A színjátszás történetében voltak olyan időszakok, amikor ezzel ellentétesen férfiak játszották a darab női szerepeit is, mivel nő nem léphetett színpadra. A modern prózai és zenés színházban is alkalmaznak ilyen szoknyaszerepeket, főként a komikum hangsúlyozására:
- Benjamin Britten: Curlew River című operájában a bolond nőt,
- Prokofjev: A Három narancs szerelmesében a szakácsnőt tenor, kontra-tenor alakítja.

Shakespeare színpadán kezdetben csak férfiak lép(het)tek fel. Európán kívüli kultúrákban különböző szokásokkal találkozhatunk. Pl. a tradicionális indonéz színpadokon férfiak alakítanak női és nők férfi szerepet. (2009. július 15-én Dzsakartában bemutatták Madách Az ember tragédiáját, s ott Lucifer szerepét színésznő alakította.)

## Példák nadrágszerepekre
- Thomas Adès: A vihar – Ariel (szoprán)
- Bellini: Rómeó és Júlia – Rómeó (mezzoszoprán)
- Berlioz: Benvenuto Cellini – Ascanio (mezzoszoprán)
- Benjamin Britten: Szentivánéji álom – Oberon (eredetileg kontra-tenor szerep, de gyakran mezzoszoprán énekli)
- Catalani: La Wally – Walter (szoprán)
- Chabrier: L'Etoile – Lazuli
- Donizetti: Granadai Alahor – Hassem
- Donizetti: Boleyn Anna – Smeton (mezzoszoprán)
- Dvořák: Ruszalka – a kukta
- Erkel: Hunyadi László – Hunyadi Mátyás (mezzoszoprán)
- Erkel: Brankovics György – Brankovics István (mezzoszoprán)
- Glinka: Ruszlán és Ludmila – Ratmir (kontra-alt)
- Gluck: Orfeusz és Euridiké – Orfeus (mezzoszoprán vagy kontra-alt)
- Gounod: Faust – Siebel (szoprán)
- Gounod: Rómeó és Júlia – Stefano (mezzoszoprán)
- Händel: Alcina – Ruggiero (mezzoszoprán)
- Händel: Ariodante – Ariodante (a szólam eredetileg kasztrált énekesre íródott, napjainkban mezzoszopránra osztják)
- Händel: Ariodante – Lurcanio (a szerep kontra-altra készült, de később a szerző átírta tenor szólamra. A modern előadásokon kontra-alt, kontra-tenor vagy lírai tenor énekli)
- Händel: Julius Caesar Egyiptomban – Julius Caesar és Sextus (mezzoszoprán vagy kontra-tenor)
- Händel: Xerxész – Xerxész (a premieren kasztrált, jelenleg mezzoszoprán vagy kontra-tenor énekli)
- Haydn: Az énekesnő – Don Ettore (szoprán)
- Herczeg Ferenc: A dolovai nábob leánya – Bilitzky kadét (mezzoszoprán)
- Humperdinck: Jancsi és Juliska – Jancsi (mezzoszoprán)
- Jules Massenet: Hamupipőke – Mesebeli herceg (eredetileg drámai szoprán, napjainkban lírai tenor)
- Meyerbeer: A hugenották – Urbain apród (mezzoszoprán)
- Mozart: Titus kegyelme  – Sextus és Annio (mezzoszopránok)
- Mozart: Idomeneo – Idamante (mezzoszoprán)
- Mozart: A pásztorkirály – Amintas (eredetileg kasztrált szoprán, jelenleg lírai szoprán)
- Mozart: Mitridate, Pontus királya – Farnace (mezzoszoprán, kontra-alt, kontra-tenor), Sifare (szoprán)
- Mozart: Az álruhás kertészlány – Ramiro (mezzoszoprán)
- Mozart: Figaro házassága – Cherubino (mezzoszoprán)
- Offenbach: Hoffmann meséi – Miklós (mezzoszoprán)
- Ravel: A gyermek és a varázslatok – a címszerep és a pásztorfiú mezzoszoprán
- Rossini: Tankréd – Tankréd és Ruggiero (mezzoszopránok vagy kontra-altok)
- ifj. Johann Strauss: A denevér – Orlofsky herceg (mezzoszoprán)
- Richard Strauss: Ariadne Naxos szigetén – a házasságközvetítő (mezzoszoprán)
- Richard Strauss: A rózsalovag – Octavian (mezzoszoprán)
- Verdi: Az álarcosbál – Oscar, az apród (szoprán)